# Гілковий хрест
Гілковий хрест — специфічний вид хреста, який має вигляд двох гілок, що перетинаються. Свою назву отримав від деревоподібних балок, які забезпечені гілковими сучками. Форма хреста, як правило, латинська, але також можна знайти деякі вилкові хрести, які зробені як гілкові. Ця форма хреста найчастіше використовувалася в готичний період, наприклад, у Віденській Міноритенкірхе (1275) і в соборі Гільдесгайма (1015). Гілка хреста символізує «дерево життя» (рай), тобто з самим вічним життям. У 19 столітті хрест з гілок часто оточували виноградною лозою або листям плюща.
У геральдиці може використовуватися як негеральдична фігура або як геральдична фігура. Косий гілковий хрест називають бургундським хрестом.

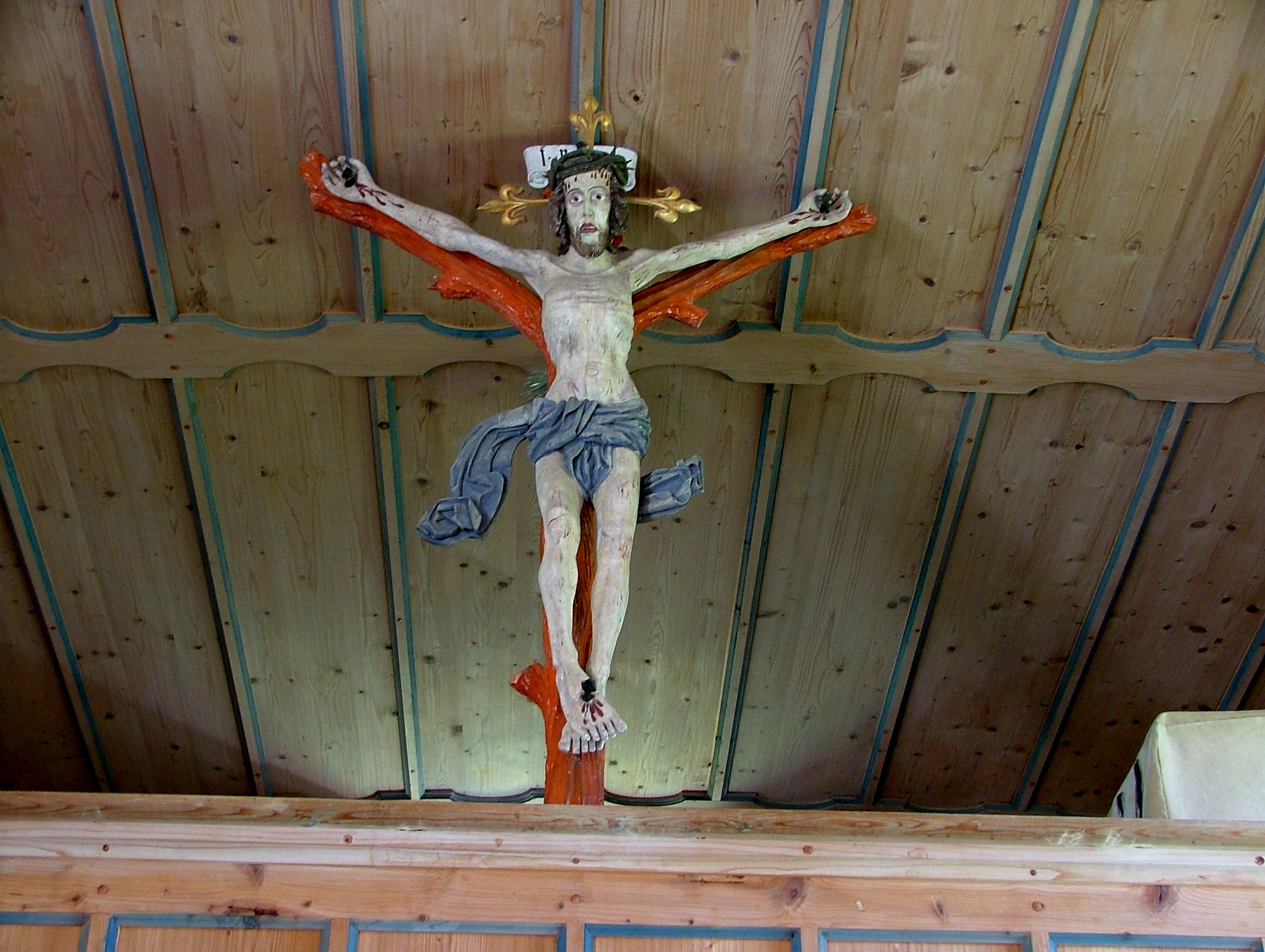
Ісус на гілковому хресті (Св. Стефан у Генгофені)
Пропорційний гілковий хрест
Непропорційний гілковий хрест
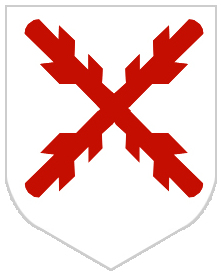
Бургундський хрест

## Веб-посилання
- Astkreuz в Heraldik-Wiki